# MBC 미디어 그룹
MBC 미디어 그룹(영어: MBC Media Group), 전 마닐라 방송 회사(Manila Broadcasting Company), 아니면 그냥 MBC은 필리핀의 방송사이다.